# ابرهاوسبرگن
ابرهاوسبرگن (به فرانسوی: Oberhausbergen) یک کمون در فرانسه با جمعیت ۴٬۴۵۷ نفر است که در Canton of Mundolsheim واقع شده‌است.